# Villa Obrera
Villa Obrera es un barrio del partido de Lanús, en la Provincia de Buenos Aires, República Argentina.
Casi simultáneamente con la organización del Pueblo General Paz (primitivo nombre de la ciudad de Lanús), los señores José Marini, José Seeber, Bautista Rossi y Domingo Barceló, constituían la Compañía "La Obrera" con el objeto de fundar pueblos con ubicación y precios cómodos para obreros; resolvieron entonces dar comienzo a sus actividades con la formación de "Villa Obrera". El servicio de tranvías constituiría un aporte importante, no sólo al desenvolvimiento de esta villa sino también al del pueblo General Paz. Su material rondante lo constituía un solo coche tirado por caballos y guiado por don Luis Cantalupi. No cobraba pasaje porque la empresa lo consideraba como un servicio público indispensable para la subsistencia de la villa que había creado. En 1903 el tranvía cambia la tracción a sangre por la de vapor y extiende su recorrido. Más tarde electrifica y se liga a otros recorridos. Dejaron de circular los tranvías hacia 1964, desplazados ya por el transporte automotor. Varias líneas de colectivos transitan parte de su recorrido por la zona: 74 100 281 354 522 524 527
Villa Obrera fue desde un comienzo, sin duda por su altitud, un centro de población más denso que Villa General Paz, virtual prolongación una de otra. También cabe señalar que la escuela primaria de Villa Obrera, la número 1, no es la primera pero sí la más antigua de las que al presente existen en el actual distrito escolar de Lanús. El 28 de noviembre de 1921 establece su primera casa en Lanús la congregación de las Hermanas Misioneras de Cristo Rey, que después recibiría en donación de la hija de don Anarcarsis Lanús, la tradicional capilla matriz de Santa Teresa de Jesús. Su casa de Villa Obrera se constituyó en otro centro de gran importancia educativa ya que reúne la Escuela Cristo Rey, primaria (1936), el Instituto Cristo Rey, secundario (1937), y el Hogar de Niñas Huérfanas Sagrada Familia, que se suman a otras instituciones como el colegio Nere Echea, de enseñanza inicial, primaria y secundaria, y el Instituto Santo Cristo.
Uno de los Primeros Comerciantes de Villa Obrera fue Francisco Scarcella  junto a su esposa Francisca Caruso ,cuya carnicería se encontraba ubicada en la calle San Lorenzo y Tucumán.
Enmarcada por las calles Pergamino y Tucumán y por las avenidas Villa de Luján y Eva Perón (ex Caaguazú), se encuentra la Plaza General Güemes, popularmente conocida como Plaza Villa Obrera. En la misma, se destacan dos piezas escultóricas como el busto del General Martín Miguel de Güemes y el monumento al Bombero Voluntario. El parquizado de este espacio verde cuenta con añosos robles, eucaliptos y paraísos, entre otras arbóreas, que sirven de morada a varias especies de aves, como el gorrión común, el benteveo, el zorzal rojo, el hornero, el chingolo, la catita, la paloma, la torcacita y la palomita montera. Durante la década de 2010, han empezado a observarse presencias cada vez más comunes de chimangos.
Varios clubes barriales cumplen funciones sociales y deportivas; entre ellos, el Club Guido y el Mallorca.

## Geografía

### Sismicidad
La región responde a la «subfalla del río Paraná», y a la «subfalla del río de la Plata», con sismicidad baja; y su última expresión se produjo el 5 de junio de 1888 (137 años), a las 3.20 UTC-3, con una magnitud aproximadamente de 5,0 en la escala de Richter (terremoto del Río de la Plata de 1888).
La Defensa Civil municipal debe advertir sobre escuchar y obedecer acerca de 
Área de
- Tormentas severas periódicas
- Baja sismicidad, con silencio sísmico de 137 años
- El terreno era bajo, por eso la Parada del tranvía era un terraplén donde bajan los pocos trabajadores que vivían cerca, el resto iba a "la curva". Las tierras prácticamente se consideraba un bañado, hasta que un concejal municipal compro las tierras. Las hizo rellenar con los camiones municipales y loteo para su propio provecho. Pero claro todos ya se olvidaron.